# Patania scinisalis
Patania scinisalis is een vlinder uit de familie van de grasmotten (Crambidae). De wetenschappelijke naam van deze soort is voor het eerst voorgesteld als Botys scinisalis door Francis Walker in een publicatie uit 1859.
De soort komt voor in India, China (Hainan), Taiwan en Japan.